# 柯华 (1915年)
柯華（1915年12月19日—2019年1月1日），原名林德常，广东普宁市人。中华人民共和国政治人物、外交官。

## 生平
柯華1935年考入燕京大学医学预科，参加一二九运动，1937年4月，柯华参加了一个由十人组成的燕大学生代表团秘密到延安参观学习，受到毛泽东的亲切接见。1937年11月，赴山西临汾参加八路军，任八路军政治部宣传部任战地记者。后在八路军115师从事宣传工作。曾在延安的陕北公学、抗日军政大学、中央党校学习。1938年11月，加入中国共产党。1940年1月起，历任中共中央西北局宣传部干事、秘书、科长。
1949年5月，西安解放后，担任中共西安市委常委兼宣传部长、西安市委副书记，西北军政委员会文化教育委员会秘书长兼文化部副部长。1954年12月，柯华调任外交部礼宾司司长。还曾任非洲司、西亚非洲司、亚洲司司长。1960年，担任中华人民共和国驻几内亚大使。1972年，担任中华人民共和国驻加纳共和国大使。1975年，担任中华人民共和国驻菲律宾共和国大使。1978年，担任中华人民共和国驻英国大使。1983年，柯华回国，任国务院港澳办公室顾问。1988年，被任命为第七届全国政协常委，1995年离休。
2019年1月1日晚上9时21分，柯华逝世于北京医院，享嵩寿103岁。在为柯华设立的悼念场合，女儿柯玲玲前夫习近平的母亲齐心和弟弟习远平送花圈致哀。1月8日，在八宝山殡仪馆举办的遗体送别仪式上，习近平、李克强、汪洋等党和国家领导人赠送花圈致哀。

## 著作
- 《新中国外交耆宿柯华95岁述怀》柯华 口述/文化艺术出版社/2013-12-1
- 《柯华大使的外交生涯》许焕岗,李兆翔/中国青年出版社/2001年10月版

## 家庭成员
- 妻子：張明，陝西人。两人育有三女，小女儿柯玲玲是习近平的前妻[5]。